# Hoplojana nigrorufa
Hoplojana nigrorufa is een vlinder uit de familie van de Eupterotidae. De wetenschappelijke naam van de soort is voor het eerst geldig gepubliceerd in 1980 door Berger.